# Comuna Zîmne, Volodîmîr-Volînskîi
Zîmne (în ucraineană Зи́мне) este o comună în raionul Volodîmîr-Volînskîi, regiunea Volînia, Ucraina, formată din satele Falemîci, Horîciv, Oktavîn, Șîstiv și Zîmne (reședința).

## Demografie
Componența lingvistică a satului Zîmne
     Ucraineană (98,71%)
     Alte limbi (1,23%)
Conform recensământului din 2001, majoritatea populației satului Zîmne era vorbitoare de ucraineană (98,71%), existând în minoritate și vorbitori de alte limbi.